# Porsche Tennis Grand Prix 2006
Porsche Tennis Grand Prix 2006 — жіночий тенісний турнір, що проходив на закритих кортах з твердим покриттям. Належав до турнірів 2-ї категорії в рамках Туру WTA 2006. Змагання переїхали на Porsche-Arena у Штутгарті (Німеччина), тоді як усі попередні роки їх проведено у Фільдерштадті. Турнір відбувсь удвадцятьдев'яте і тривав з 2 до 8 жовтня 2006 року. Четверта сіяна Надія Петрова здобула титул в одиночному розряді й отримала 100 тис. доларів США.

## Фінальна частина

### Одиночний розряд
Надія Петрова —  Татьяна Головін 6–3, 7–6(7–4)
- Для Петрової це був 5-й титул в одиночному розряді за сезон і 6-й — за кар'єру.

### Парний розряд
Ліза Реймонд /  Саманта Стосур —  Кара Блек /  Ренне Стаббс 6–3, 6–4

## Розподіл призових грошей
| Дисципліна       | П        | F       | ПФ      | ЧФ      | 1/8    | 1/16   |
| Одиночний розряд | $100,000 | $53,560 | $28,750 | $15,400 | $8,230 | $4,400 |